# 매니지드 서비스
매니지드 서비스(managed services)는 다양한 프로세스 및 기능의 유지 관리에 대한 책임을 아웃소싱하고 필요성을 예측하는 행위로, 직접 고용된 직원을 줄여 운영을 개선하고 예산 지출을 줄이는 것을 목적으로 한다. 서비스 제공자가 온디맨드 서비스를 수행하고 수행된 작업에 대해서만 고객에게 비용을 청구하는 브레이크/픽스 또는 온디맨드 아웃소싱 모델의 대안이다. 외부 조직은 매니지드 서비스 제공자(MSP)라고 한다.

## 정의
매니지드 IT 서비스 제공자는 명확하게 정의된 서비스 수준 협약서(SLA)에 따라 고객의 서버/네트워크/시스템 인프라, 사이버 보안 및 최종 사용자 시스템을 사전 예방적으로 모니터링하고 관리하는 제3자 서비스 제공자이다. 중소기업, 비영리 단체 및 정부 기관은 MSP를 고용하여 정의된 일상 관리 서비스를 수행함으로써 확장된 시스템 다운타임 또는 서비스 중단에 대해 걱정하지 않고 서비스를 개선하는 데 집중할 수 있다. 이러한 서비스에는 네트워크 및 인프라 관리, 보안 및 모니터링이 포함될 수 있다. 대부분의 MSP는 선행 설정 또는 전환 수수료와 계속되는 고정 또는 거의 고정된 월간 요금을 청구하여 고객에게 예측 가능한 IT 지원 비용을 제공함으로써 이점을 제공한다. 때때로 MSP는 고객을 대신하여 인력 서비스를 관리하고 조달하는 조력자 역할을 한다. 이러한 맥락에서 투명성과 효율성을 위해 벤더 매니지먼트 시스템(vendor management system, VMS)이라는 온라인 응용 프로그램을 사용한다. 매니지드 서비스 제공자는 기업의 재난 복구 계획을 생성하는 데에도 유용하다.
매니지드 서비스 모델은 특히 포춘 500에 속하는 기업들 사이에서 민간 부문에서 유용하게 활용되었으며, 미래에는 정부에서도 응용될 가능성이 있다.

## 역사와 발전
MSP의 발전은 IT 인프라에 대한 원격 지원의 길을 열었던 애플리케이션 서비스 제공자(ASP)의 출현과 함께 1990년대에 시작되었다. 서버 및 네트워크의 원격 모니터링 및 관리에 초점을 맞춘 초기 단계에서 MSP 서비스 범위는 모바일 장치 관리, 매니지드 보안, 원격 방화벽 관리 및 Security-as-a-Service, 매니지드 인쇄 서비스로 확장되었다. 2005년경, 칼 W. 팔라추크, Managed Service Provider Services Network의 설립자 에이미 루비(High Street Technology Ventures에 인수됨), Managed Services Provider University의 설립자 에릭 심슨이 매니지드 서비스 사업 모형의 첫 주창자이자 선구자였다.
매니지드 서비스 주제에 대한 첫 책들은 Service Agreements for SMB Consultants: A Quick-Start Guide to Managed Services 및 The Guide to a Successful Managed Services Practice로, 각각 2006년에 팔라추크와 심슨에 의해 출판되었다. 이후 매니지드 서비스 사업 모형은 기업 수준의 회사들 사이에서 인기를 얻었다. 부가 가치 재판매업자 (VAR) 커뮤니티가 더 높은 수준의 서비스로 진화함에 따라 매니지드 서비스 모델을 채택하고 SMB 회사에 맞게 조정했다.
새로운 경제에서는 IT 제조업체가 현재 "박스 이동" 재판매에서 보다 맞춤화된 매니지드 서비스 제공으로 이동하고 있다. 이러한 전환에서 무형자산 매니지드 서비스의 청구 및 판매 프로세스는 전통적인 재판매업자에게 주요 과제로 나타난다.
글로벌 매니지드 서비스 시장은 2020년 3,429억 달러에서 2027년 4,102억 달러로 성장할 것으로 예상되며, 이는 연평균 성장률 2.6%에 해당한다.

## 장점과 과제
매니지드 서비스 도입은 기술을 최신 상태로 유지하고, 기술에 접근하며, 비용, 서비스 품질 및 위험과 관련된 문제를 해결하는 효율적인 방법이 될 것으로 기대된다. 많은 중소기업과 대기업의 IT 인프라 구성 요소가 클라우드로 마이그레이션함에 따라 MSP(매니지드 서비스 제공자)가 클라우드 컴퓨팅의 과제에 직면함에 따라 다수의 MSP는 자체 클라우드 서비스를 제공하거나 클라우드 서비스 제공자와 중개자 역할을 하고 있다. 최근 설문 조사에 따르면 제공 업체의 꺼림칙함보다는 클라우드 컴퓨팅에 대한 지식과 전문성 부족이 이러한 전환의 주요 장애물인 것으로 나타났다. 예를 들어, 운송 분야에서는 많은 회사들이 연료 및 운송 비용의 상당한 증가, 운전사 부족, 고객 서비스 요청 및 글로벌 공급망 복잡성에 직면해 있다. 일상적인 운송 프로세스를 관리하고 관련 비용을 줄이는 것은 운송 매니지드 서비스(또는 매니지드 운송 서비스) 제공자의 전문성을 요구하는 중요한 부담으로 작용한다.

## 종류

### 일반 서비스
| 이름                   | 기능 | 제공자                                                                 |
| ---------------------- | --- | ---------------------------------------------------------------------- |
| 정보 서비스 / 클라우드 | * 소프트웨어 – 운영 지원 및 유지 보수 * 인증 * 시스템 관리 * 데이터 백업 및 복구 * 데이터 저장, 웨어하우스 및 관리 * 클라우드 트랜스포메이션 * 네트워크 모니터링, 관리 및 보안 * 인적자원 및 페이롤 | 매니지드 IT 서비스 제공자, 매니지드 보안 서비스 제공자, HCM 소프트웨어 |
| B2B 통합               | * 공급망 관리 * 통신 서비스 (메일, 전화, VoIP) * 인터넷 * 화상 통화 | 인터넷 서비스 제공자, 비디오 매니지드 서비스 제공자                    |
| 공급망 매니지드 서비스 | * 공급망 계획, 모니터링 및 제어 * 소싱 및 조달 * 물류 및 유통 | 공급망 매니지드 서비스 제공자                                          |
| 운송                   | * 일일 운송 계획 * 프로세스 실행 및 시행 (화물 감사/회계 & 결제) | 매니지드 운송 서비스 제공자                                            |
| 마케팅                 | * 마케팅 전략, 계획 * 통합 마케팅 / 광고 대행 서비스 (그래픽 디자인, 카피라이팅, PPC, 소셜 미디어, 웹 디자인, SEO)                                                                                  | 마케팅 매니지드 서비스 제공자, 아웃소싱 마케팅 제공자                  |
| 미디어                 | * 시스템 운영 및 지원 서비스 * 방송 매니지드 서비스 | 미디어 매니지드 서비스 제공자                                          |
| 물                     | * 수질 테스트 * 물 저장 및 이송 시스템 관리 * 스마트 관개 모니터링, 스케줄링 | 물 매니지드 서비스 제공자                                              |
| 전력                   | * 첨단 검침 인프라 * 스마트 그리드 배포 | 전력 매니지드 서비스 제공자                                            |

### IT 서비스
IT 산업에서 가장 일반적인 매니지드 서비스는 연결성 및 대역폭, 네트워크 모니터링, 보안, 가상화, 그리고 재난 복구를 중심으로 이루어진다.

## 같이 보기
- 애플리케이션 서비스 제공자
- 고객 서비스
- 엔터프라이즈 아키텍처
- 정보 기술 아웃소싱
- 서비스
- 서비스 제공자
- 서비스 과학
- 서비스 수준 협약서
- 기술 지원
- 웹 서비스